# 揖保郡
揖保郡（日语：／ Ibo gun */?）是位於日本兵庫縣西南部的郡。
現僅轄有以下1町：
- 太子町

過去揖保郡的範圍還包括現在的龍野市大部分區域、姬路市西南部地區、相生市東部小部分地區。

## 歷史
過去屬於播磨國轄下的郡，但旋即被分割為揖東郡及揖西郡兩郡，直到1896年才再次被整併為揖保郡。
在19世紀末江戶時代結束之際，揖保郡大部分地區皆屬龍野藩、林田藩和丸龜藩領地，但有少部分區域屬於三日月藩、姬路藩和幕府的直轄領地。
隨著1868年幕府的結束及接著實施的廢藩置縣政策，郡內各地曾先後分屬兵庫裁判所、兵庫縣、龍野縣、三日月縣、林田縣、姬路縣管轄，直到1871年才全數整併為姬路縣的轄區，1876年再次整併到兵庫縣內。
1879年實施郡區町村編制法，正式的設置了近代的行政區劃「揖東郡」和「揖西郡」，直到1896年兩郡直接合併為揖保郡，郡役所設於龍野町（位於現在的龍野市）。

### 年表

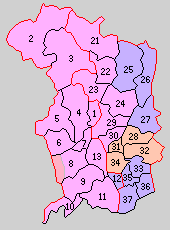
1896年時揖保郡轄下的行政區劃
1.龍野町 2.西栗栖村 3.東栗栖村 4.平井村 5.桑原村 6.布施村 7.半田村 8.神部村 9.河內村 10.室津村 11.御津村 12.余部村 13.揖保村 21.香島村 22.新宮村 23.越部村 24.神岡村 25.林田村 26.伊勢村 27.太市村 28.龍田村 29.小宅村 30.譽田村 31.斑鳩村 32.太田村 33.勝原村 34.石海村 35.旭陽村 36.大津村 37.網干町
（紫色：現屬姬路市、桃色：現屬龍野市、紅色：現屬相生市、橙色：現屬太子町）

- 1896年04月1日：揖東郡和揖西郡為揖保郡，轄下町村包括：龍野町（日语：龍野町）、西栗栖村（日语：西栗栖村）、東栗栖村（日语：東栗栖村）、平井村（日语：平井村 (兵庫県)）、桑原村（日语：桑原村 (兵庫県)）、布施村（日语：布施村 (兵庫県)）、半田村（日语：半田村 (兵庫県)）、神部村（日语：神部村）、河內村（日语：河内村 (兵庫県)）、室津村、御津村、部村、揖保村（日语：揖保村）、香島村（日语：香島村）、新宮村、越部村（日语：越部村）、神岡村（日语：神岡村）、林田村（日语：林田村 (兵庫県揖保郡)）、伊勢村（日语：伊勢村）、太市村（日语：太市村）、龍田村（日语：龍田村 (兵庫県)）、小宅村（日语：小宅村）、譽田村（日语：誉田村 (兵庫県)）、斑鳩村、太田村（日语：太田村 (兵庫県)）、勝原村（日语：勝原村）、石海村（日语：石海村）、旭陽村（日语：旭陽村）、大津村（日语：大津村 (兵庫県)）、網干町（日语：網干町）。（2町28村）
- 1896年7月1日：實施郡制（日语：郡制），設立郡參事會（日语：郡参事会）。
- 1909年05月1日：平井村、桑原村、布施村合併為揖西村（日语：揖西村）。（2町26村）
- 1923年04月1日：廢除郡會和郡參事會。
- 1926年07月1日：廢除郡役所，此後郡不再作為行政區劃，只作為地名的表示。
- 1931年04月1日：斑鳩村改制為斑鳩町（日语：斑鳩町 (兵庫県)）。（3町25村）
- 1934年04月1日：新宮村改制為新宮町（日语：新宮町 (兵庫県)）。（4町24村）
- 1939年04月1日：宍粟郡菅野村（日语：菅野村 (兵庫県宍粟郡)）的奧小屋地區被併入西栗栖村。
- 1942年04月1日：旭陽村被併入網干町。（4町23村）
- 1946年03月1日：網干町、大津村、勝原村、余部村和姬路市、飾磨市（日语：飾磨市）、飾磨郡廣畑町（日语：広畑町）、白濱町（日语：白浜町 (兵庫県)）合併為新設立的姬路市[2]，並脫離揖保郡。（3町20村）
- 1947年12月25日：御津村改制為御津町（日语：御津町 (兵庫県)）。（4町19村）
- 1948年04月1日：龍野町和小宅村合併為新設立的龍野町。（4町18村）
- 1951年04月1日：（4町4村）
  - 龍野町、揖西村、揖保村、神岡村、譽田村合併為龍野市，並脫離揖保郡。
  - 斑鳩町、石海村、太田村合併為太子町。[3]
  - 新宮町、西栗栖村、東栗栖村、香島村、越部村合併為新設立的新宮町。
  - 御津町、室津村合併為新設立的御津町。
  - 半田村、神部村、河內村合併為揖保川町（日语：揖保川町）。
- 1951年8月10日：揖保川町的那波野地區被併入相生市。[4]
- 1954年07月1日：太市村被併入姬路市。（4町3村）
- 1955年01月1日：龍田村被併入太子町。（4町2村）
- 1955年3月25日：林田村和伊勢村合併為林田町（日语：林田町）。（5町）
- 1967年03月5日：林田町被併入姬路市。（4町）
- 2005年10月1日：新宮町、揖保川町、御津町和龍野市合併為新設立的龍野市[5]，並脫離揖保郡。（1町）

### 變遷表
| 1889年4月1日 | 1889年-1926年       | 1926年-1944年           | 1944年-1954年             | 1944年-1954年             | 1954年-1989年             | 1954年-1989年           | 1989年-現在          | 現在                 |
| ------------ | ------------------- | ----------------------- | ------------------------- | ------------------------- | ------------------------- | ----------------------- | -------------------- | -------------------- |
| 龍野町       | 龍野町              | 龍野町                  | 1948年4月1日 龍野町       | 1951年4月1日 龍野市       | 1951年4月1日 龍野市       | 1951年4月1日 龍野市     | 2005年10月1日 龍野市 | 2005年10月1日 龍野市 |
| 小宅村       |                     |                         | 1948年4月1日 龍野町       | 1951年4月1日 龍野市       | 1951年4月1日 龍野市       | 1951年4月1日 龍野市     | 2005年10月1日 龍野市 | 2005年10月1日 龍野市 |
| 平井村       | 1909年5月1日 揖西村 | 1909年5月1日 揖西村     | 1909年5月1日 揖西村       | 1951年4月1日 龍野市       | 1951年4月1日 龍野市       | 1951年4月1日 龍野市     | 2005年10月1日 龍野市 | 2005年10月1日 龍野市 |
| 桑原村       | 1909年5月1日 揖西村 | 1909年5月1日 揖西村     | 1909年5月1日 揖西村       | 1951年4月1日 龍野市       | 1951年4月1日 龍野市       | 1951年4月1日 龍野市     | 2005年10月1日 龍野市 | 2005年10月1日 龍野市 |
| 布施村       | 1909年5月1日 揖西村 | 1909年5月1日 揖西村     | 1909年5月1日 揖西村       | 1951年4月1日 龍野市       | 1951年4月1日 龍野市       | 1951年4月1日 龍野市     | 2005年10月1日 龍野市 | 2005年10月1日 龍野市 |
| 揖保村       |                     |                         |                           | 1951年4月1日 龍野市       | 1951年4月1日 龍野市       | 1951年4月1日 龍野市     | 2005年10月1日 龍野市 | 2005年10月1日 龍野市 |
| 神岡村       |                     |                         |                           | 1951年4月1日 龍野市       | 1951年4月1日 龍野市       | 1951年4月1日 龍野市     | 2005年10月1日 龍野市 | 2005年10月1日 龍野市 |
| 譽田村       |                     |                         |                           | 1951年4月1日 龍野市       | 1951年4月1日 龍野市       | 1951年4月1日 龍野市     | 2005年10月1日 龍野市 | 2005年10月1日 龍野市 |
| 半田村       | 半田村              | 半田村                  | 半田村                    | 1951年4月1日 揖保川町     | 1951年4月1日 揖保川町     | 1951年4月1日 揖保川町   | 2005年10月1日 龍野市 | 2005年10月1日 龍野市 |
| 神部村       |                     |                         |                           | 1951年4月1日 揖保川町     | 1951年4月1日 揖保川町     | 1951年4月1日 揖保川町   | 2005年10月1日 龍野市 | 2005年10月1日 龍野市 |
| 河內村       |                     |                         |                           | 1951年4月1日 揖保川町     | 1951年4月1日 揖保川町     | 1951年4月1日 揖保川町   | 2005年10月1日 龍野市 | 2005年10月1日 龍野市 |
| 室津村       | 室津村              | 室津村                  | 室津村                    | 1951年4月1日 御津町       | 1951年4月1日 御津町       | 1951年4月1日 御津町     | 2005年10月1日 龍野市 | 2005年10月1日 龍野市 |
| 御津村       | 御津村              | 御津村                  | 1947年12月25日 御津町     | 1951年4月1日 御津町       | 1951年4月1日 御津町       | 1951年4月1日 御津町     | 2005年10月1日 龍野市 | 2005年10月1日 龍野市 |
| 西栗棲村     | 西栗棲村            | 西栗棲村                | 西栗棲村                  | 1951年4月1日 新宮町       | 1951年4月1日 新宮町       | 1951年4月1日 新宮町     | 2005年10月1日 龍野市 | 2005年10月1日 龍野市 |
| 東栗棲村     |                     |                         |                           | 1951年4月1日 新宮町       | 1951年4月1日 新宮町       | 1951年4月1日 新宮町     | 2005年10月1日 龍野市 | 2005年10月1日 龍野市 |
| 香島村       |                     |                         |                           | 1951年4月1日 新宮町       | 1951年4月1日 新宮町       | 1951年4月1日 新宮町     | 2005年10月1日 龍野市 | 2005年10月1日 龍野市 |
| 新宮村       | 新宮村              | 1934年4月1日 新宮町     | 1934年4月1日 新宮町       | 1951年4月1日 新宮町       | 1951年4月1日 新宮町       | 1951年4月1日 新宮町     | 2005年10月1日 龍野市 | 2005年10月1日 龍野市 |
| 越部村       |                     |                         |                           | 1951年4月1日 新宮町       | 1951年4月1日 新宮町       | 1951年4月1日 新宮町     | 2005年10月1日 龍野市 | 2005年10月1日 龍野市 |
| 龍田村       | 龍田村              | 龍田村                  | 龍田村                    | 龍田村                    | 1955年1月1日 併入太子町   | 太子町                  | 太子町               | 太子町               |
| 斑鳩村       | 斑鳩村              | 1931年4月1日 斑鳩町     | 1931年4月1日 斑鳩町       | 1951年4月1日 太子町       | 1951年4月1日 太子町       | 太子町                  | 太子町               | 太子町               |
| 太田村       |                     |                         |                           | 1951年4月1日 太子町       | 1951年4月1日 太子町       | 太子町                  | 太子町               | 太子町               |
| 石海村       |                     |                         |                           | 1951年4月1日 太子町       | 1951年4月1日 太子町       | 太子町                  | 太子町               | 太子町               |
| 林田村       | 林田村              | 林田村                  | 林田村                    | 林田村                    | 1955年3月25日 林田町      | 1967年3月5日 併入姬路市 | 姬路市               | 姬路市               |
| 伊勢村       |                     |                         |                           |                           | 1955年3月25日 林田町      | 1967年3月5日 併入姬路市 | 姬路市               | 姬路市               |
| 太市村       | 太市村              | 太市村                  | 太市村                    | 太市村                    | 1954年7月1日 併入姬路市   | 姬路市                  | 姬路市               | 姬路市               |
| 大津村       | 大津村              | 大津村                  | 1946年3月1日 合併為姬路市 | 1946年3月1日 合併為姬路市 | 1946年3月1日 合併為姬路市 | 姬路市                  | 姬路市               | 姬路市               |
| 余部村       |                     |                         | 1946年3月1日 合併為姬路市 | 1946年3月1日 合併為姬路市 | 1946年3月1日 合併為姬路市 | 姬路市                  | 姬路市               | 姬路市               |
| 勝原村       |                     |                         | 1946年3月1日 合併為姬路市 | 1946年3月1日 合併為姬路市 | 1946年3月1日 合併為姬路市 | 姬路市                  | 姬路市               | 姬路市               |
| 旭陽村       | 旭陽村              | 1942年4月1日 併入網干町 | 1946年3月1日 合併為姬路市 | 1946年3月1日 合併為姬路市 | 1946年3月1日 合併為姬路市 | 姬路市                  | 姬路市               | 姬路市               |
| 網干町       |                     |                         | 1946年3月1日 合併為姬路市 | 1946年3月1日 合併為姬路市 | 1946年3月1日 合併為姬路市 | 姬路市                  | 姬路市               | 姬路市               |